# Down on the Upside
Down on the Upside je páté studiové album americké hudební skupiny Soundgarden, vydané 21. května 1996 u A&M Records.
Jako singly byly vybrány písně "Pretty Noose", "Burden in My Hand", "Blow Up the Outside World" a "Ty Cobb". Atmosféra v kapele začala v té době houstnout, všichni měli rozdílné názory na to, jak má album znít. Na albu je znát experiment s mandolínou. Album si vedlo skvěle v prodeji i v recenzích, prodalo se jej přes jeden a půl milionu kopií, úspěchu předešlého alba Superunknown však nedosáhlo. Singl "Pretty Noose" byl v roce 1997 nominován na cenu Grammy za nejlepší hard rockový počin.
Kapela při nahrávání alba vytvořila píseň „Bleed Together“. Ta však nebyla z důvodů nespokojenosti kapely s mixáží písně a velkého počtu jiných písní pro album zařazena. Byla vydána až jako singl na kompilaci A-Sides.
Kapela vyrazila na koncertní šňůru s Metallicou. Problémy v kapele však narůstaly, a 9. dubna 1997 skupina oznámila, že se rozpadá. Down on the Upside se tak stalo na 16 let posledním počinem skupiny.

## Skladby
Autory všech písní jsou Chris Cornell, Kim Thayil, Ben Shepherd a Matt Cameron.
| Pořadí | Název                     | Délka |
| ------ | ------------------------- | ----- |
| 1.     | Pretty Noose              | 4:13  |
| 2.     | Rhinosaur                 | 3:15  |
| 3.     | Zero Chance               | 4:19  |
| 4.     | Dusty                     | 4:35  |
| 5.     | Ty Cobb                   | 3:06  |
| 6.     | Blow Up the Outside World | 5:47  |
| 7.     | Burden in My Hand         | 4:51  |
| 8.     | Never Named               | 2:29  |
| 9.     | Applebite                 | 5:11  |
| 10.    | Never the Machine Forever | 3:37  |
| 11.    | Tighter & Tighter         | 6:07  |
| 12.    | No Attention              | 4:28  |
| 13.    | Switch Opens              | 3:54  |
| 14.    | Overfloater               | 5:10  |
| 15.    | An Unkind                 | 2:09  |
| 16.    | Boot Camp                 | 3:00  |

## Sestava
- Chris Cornell – zpěv, akustická kytara, mandolína a mandola v "Ty Cobb", piano v "Overfloater"
- Kim Thayil – kytara
- Ben Shepherd – baskytara, mandolína a mandola v "Ty Cobb"
- Matt Cameron – bicí, moog syntezátor v "Applebite"